# 伊老師與小蟾蜍大歷險
《伊老師與小蟾蜍大歷險》（英語：The Adventures of Ichabod and Mr. Toad，臺灣、香港公映時譯「神仙世界」，星馬公映時譯「無頭將軍」）是迪士尼第11部经典动画长片。於1949年10月5日上映。

## 外部連結
- 互联网电影数据库（IMDb）上《伊老師與小蟾蜍大歷險》的资料（英文）
- 爛番茄上《伊老師與小蟾蜍大歷險》的資料（英文）
- 豆瓣电影上《伊老師與小蟾蜍大歷險》的資料 （简体中文）
- AllMovie上《伊老師與小蟾蜍大歷險》的资料（英文）